# Леон Блум
Леон Блум (на френски: Léon Blum) е френски социалистически водач и министър-председател на Франция.

## Биография
Роден е на 9 април 1872 г. в Париж в еврейско семейство от средната класа. Следва право в Сорбоната и се дипломира през 1894 г. Работи като правителствен адвокат, докато се занимава и с литературна критика — най-вече се изявява като познавач на Гьоте. Скоро става една от водещите фигури във френския литературен живот.
Блум не се интересува много от политика до началото на Аферата Драйфус през 1894 г., която има травматизиращ ефект както върху него, така и върху много други френски евреи. Той се изявява в подкрепа на Алфред Драйфус и това води до свързването му със социалистическия водач Жан Жорес, на когото Блум се възхищава. Блум започва да сътрудничи на социалистическия ежедневник Юманите и се присъединява към партията Френска секция на работническия интернационал. Скоро става водещ теоретик на партията.
През юли 1914 г., когато Първата световна война едва започва, Жорес е убит, а Блум става по-активен в ръководството на партията. През 1919 г. е избран за председател на партийната изпълнителна комисия, както и в Народното събрание като представител на Париж. През 1920 г. работи за предотвратяването на разцепване между поддръжници и противници на Руската революция, но радикалите се отцепват, взимайки Юманите със себе си и формирайки Френската комунистическа партия.
Блум води СФИО през 1920-те и 1930-те и е редактор на новия партиен вестник (Le Populaire). Като традиционен марксист, но не и ленинист, той се възпротивява да участва в „буржоазни“ правителства, въпреки че е склонен да поддържа отстрани правителства на Радикалната партия. Във всеки случай избирането на социалистическо правителство било невъзможно без съдействието на мощните комунисти, които се придържали към заповедта на Сталин да се отнасят към СФИО като към „социални фашисти“.
Обстоятелствата се променят през 1934 г., когато идването на власт на Адолф Хитлер и фашистките бунтове в Париж карат Сталин и френските комунисти да променят своята политика. През 1935 г. всички левичарски и центристки партии сформират Народен фронт, който печели категорично изборите през юни 1936 г.
Блум става първия премиер социалист на Франция, както и първия премиер евреин. Като такъв той е подложен на ненавист от страна на католиците и на десния антисемитизъм.